# Pseudagrion epiphonematicum
Pseudagrion epiphonematicum är en trollsländeart som beskrevs av Karsch 1891. Pseudagrion epiphonematicum ingår i släktet Pseudagrion och familjen dammflicksländor. IUCN kategoriserar arten globalt som livskraftig. Inga underarter finns listade i Catalogue of Life.